# Virginia Madsen
Virginia Madsen (Chicago, 11 de setembro de 1961) é uma atriz norte-americana, filha de uma poetisa, Elaine, e de um bombeiro, Cal Madsen. É irmã de Cheri e do ator Michael Madsen. Entre 1989 e 1992 foi casada com a ator Danny Huston. Em 1994 deu à luz seu único filho, Jack. O pai de Jack é o ator Antonio Sabàto Jr.

## Filmografia
- 2016 — Designated Survivor — Kimble Hookstraten
- 2016 — Elementary — Paige Cowan
- 2016 — Burn Your Maps
- 2012 — O Reencontro (The Magic of Belle Isle)
- 2011 — A Garota do Capuz Vermelho (Red Riding Hood)
- 2009 — Evocando Espíritos (The Haunting in Connecticut)
- 2009 — Wonder Woman
- 2007 — Being Michael Madsen
- 2007 — Cutlass
- 2007 — Número 23 (The Number 23)
- 2006 — Sonhando alto (The Astronaut Farmer)
- 2006 — Ripple effect
- 2006 — A última noite (A Prairie Home Companion)
- 2006 — Firewall — Segurança em risco
- 2005 — Scooby-Doo in Where's my mummy? (voz)
- 2005 — Stuart Little 3: Call of the wild
- 2004 — Sideways — Entre umas e outras (Sideways)
- 2004 — Brave new girl (televisão)
- 2003 — Nobody knows anything!
- 2003 — A arte do crime (Artworks)
- 2003 — Tempted (televisão)
- 2002 — American gun
- 2001 — Full disclosure
- 2001 — Just ask my children (televisão)
- 2001 — Almost Salinas
- 2001 — Clossfire trail (televisão)
- 2000 — Inspector general, The (televisão)
- 2000 — Lying in wait
- 2000 — Children of fortune (televisão)
- 2000 — O sexo e suas consequências (After Sex)
- 1999 — A casa amaldiçoada (The Hauting)
- 1999 — Hoje e sempre (Florentine, The)
- 1998 — Ballad of the Nightingale
- 1998 — Emboscada (Ambushed)
- 1997 — O homem que fazia chover (The Rainmaker)
- 1997 — Operação Apocalipse (Apocalypse watch, The) (televisão)
- 1996 — Fantasmas do passado (Ghosts of Mississippi)
- 1996 — Sorte mortal (Just your luck)
- 1995 — Anjos rebeldes (The Prophecy)
- 1994 — A sombra de um passado (Caroline at midnight)
- 1994 — Jogo de traição (Bitter vengeance) (televisão)
- 1994 — Blue Tiger — Desafiando a Yakuza (Blue Tiger)
- 1993 — As aparências enganam (Linda) (televisão)
- 1992 — Amante mortal (A murderous affair: The Carolyn Warmus story) (televisão)
- 1992 — O mistério de Candyman (Candyman)
- 1991 — Cilada (Love kills) (televisão)
- 1991 — Colette — Diário de uma paixão (Becoming Colette)
- 1991 — Vítimas do amor (Victim of love) (televisão)
- 1991 — O preço de uma batalha (Ironclads) (televisão)
- 1991 — Highlander 2 — A ressurreição (Highlander II: The Quickening)
- 1990 — Hot Spot — Um local muito quente (The Hot Spot)
- 1989 — Dixie (Heart of Dixie)
- 1989 — A sorte pelo avesso (Third degree burn) (televisão)
- 1988 — O cavalo falante (Hot to trot)
- 1988 — Os mortos não mentem (Gotham) (televisão)
- 1988 — O elétrico Mr. North (Mr. North)
- 1987 — Zombie High — Alunas muito especiais (Zombie High)
- 1987 — Dançando com o perigo (Slam dance)
- 1987 — Quando o jogo é outro (Long gone) (televisão)
- 1986 — Brincando com fogo (Fire with fire)
- 1986 — Modern girls
- 1985 — Mussolini: The untold story (televisão)
- 1985 — O criador (Creator)[desambiguação necessária]
- 1985 — The Hearst and Davies affair (televisão)
- 1984 — Duna (Dune)
- 1984 — A matter of principle (televisão)
- 1984 — Amores eletrônicos (Electric dreams)
- 1983 — Uma questão de classe (Class)

## Prêmios
- Recebeu uma indicação ao Oscar de Melhor Atriz Coadjuvante, por "Sideways — Entre Umas e Outras" (2004).[1]
- Recebeu uma indicação ao Globo de Ouro de Melhor Atriz Coadjuvante, por "Sideways — Entre Umas e Outras" (2004).
- Ganhou o Independent Spirit Awards de Melhor Atriz Coadjuvante, por "Sideways — Entre Umas e Outras" (2004).